# Hägendorf
Hägendorf (toponimo tedesco) è un comune svizzero di 4 866 abitanti del Canton Soletta, nel distretto di Olten.

## Infrastrutture e trasporti
Hägendorf è servita dall'omonima stazione sulla ferrovia Losanna-Olten.